# Cechenotettix tricarinatus
Cechenotettix tricarinatus är en insekt som beskrevs 1986 av Reinhard Remane och Silke Meyer-Arndt utifrån ett specimen funnet i Marocko. Arten ingår i släktet Cechenotettix och familjen dvärgstritar.

## Underarter
Arten delas in i följande underarter:
- C. t. occidentalis
- C. t. intermedius